# Финансовый центр CTF (Тяньцзинь)
Финансовый центр CTF — сверхвысокий небоскрёб, расположенный в Тяньцзине (Китай). Строительство началось в 2013 году и завершено в 2019 году. Второе самое высокое здание в Тяньцзине после Goldin Finance 117.

## Описание
Здание разработано как мягко изгибающаяся стеклянная кожа, объединяющая восемь наклонных мегаколонн, которые следуют плавной линии, соединяющей центры и углы всех четырёх возвышений. Эти изогнутые колонны увеличивают устойчивость конструкции к воздействию сейсмических нагрузок. Фасад усиливает кривизну башни и придаёт мерцающую текстуру поверхности здания.
Благодаря укладке редукционных напольных плит резко уменьшается площадь поверхности башни, подверженной воздействию ветра, солнца и влаги. В плане здание имеет квадратную форму с закруглёнными углами. Боковые ветровые нагрузки уменьшаются благодаря сужению вертикального профиля и сглаживания всех острых углов. Аэродинамическая форма здания значительно уменьшает возможность любого резонансного воздействия нагрузок на конструкцию.